# Mellow
Mellow es el segundo álbum den la cantante Maria Mena. Fue lanzado en Noruega el 21 de marzo de 2004 como una contraparte de su álbum "White Turns Blue", fue acompañado por el sencillo "You're the Only One".

## Lista de canciones
1. "What's Another Day"
2. "Just a Little Bit"
3. "You're the Only One"
4. "Come in over Me"
5. "Patience"
6. "Take You with Me"
7. "Shadow"
8. "Lose Control"
9. "So Sweet" (featuring Thomas Dybdahl)
10. "Your Glasses"
11. "Sorry"
12. "A Few Small Bruises"

- Datos: Q1756540